# Заболотье (Лузский район)
Заболотье — деревня в Лузском муниципальном округе Кировской области России.

## География
Деревня находится в северо-западной части Кировской области, в подзоне средней тайги, к северу от автодороги 33Р-021, на расстоянии приблизительно 19 километров (по прямой) к северо-востоку от города Лузы, административного центра района.
Климат
Климат характеризуется как умеренно континентальный, с холодной продолжительной зимой и прохладным коротким летом. Средняя температура воздуха самого холодного месяца (января) составляет −14,5 °C (абсолютный минимум — −52 °С); самого тёплого месяца (июля) — 16,7 °C (абсолютный максимум — 35 °С). Годовое количество атмосферных осадков — 638 мм, из которых 310 мм выпадает в период с мая по сентябрь. Период активной вегетации длится 120 дней.

## Население
| 2010 |
| ---- |
| 0    |